# Garden Island, Ontario
Garden Island är en ö i Kanada.   Den ligger i provinsen Ontario, i den sydöstra delen av landet, 150 km söder om huvudstaden Ottawa.
Trakten runt Garden Island består till största delen av jordbruksmark. Runt Garden Island är det glesbefolkat, med 9 invånare per kvadratkilometer.